# King of the Monsters
 King of the Monsters  es un videojuego creado por SNK  para la Neo-Geo, presentando monstruos gigantes reminiscencias de kaiju y tokusatsu. Este juego fue lanzado el 1 de julio de 1991 en Japón, y muy posteriormente en la consola virtual de Wii. Además, tuvo ports para SNES y Mega Drive creados por la compañía Takara. Fue lanzado para Microsoft Windows, OS X y GNU/Linux el 8 de diciembre de 2015 como parte del Humble NEOGEO 25th Anniversary Bundle.

## Jugabilidad
Los jugadores pueden escoger cualquiera de los seis monstruos (cuatro en las versiones de 16 bits) disponibles para la batalla, y dos jugadores pueden unir fuerzas para luchar los monstruos juntos. La batalla termina cuándo uno de los monstruos está suficiente tiempo en el suelo para una cuenta de tres o si el tiempo termina (en este caso el jugador pierde).
El juego consta de 12 niveles: el jugador primero tiene que derrotar a los seis monstruos, siendo el último monstruo el mismo que utiliza el jugador, pero con una paleta diferente de colores. Posteriormente el jugador tiene que derrotar a los seis monstruos otra vez, en el mismo orden, pero en ciudades diferentes.
Mega Criticó el juego, otorgándole una puntuación de 10%, con Andy Dyer haciendo el comentario "imperdonablemente malo. Tendría que haber leyes para protegernos de basura así".

## Los monstruos
- Geon: Un monstruo parecido a Godzilla dinosaurio.
- Woo: Un gorila gigante parecido a King Kong (no disponible en los ports de consolas).
- Poison Ghost: Una criatura cubierta de residuos tóxicos, inspirados en Hedorah (no disponible en los ports de consolas).
- Rocky: Un gigante monstruo moai golem hecho de roca.
- Beetle Mania: Un escarabajo gigante, posiblemente inspirado en Megalon.
- Astro Guy: Un ser similar al superhéroe japonés Ultraman con la referencia de nombre de Astro Chico.

## Campos de batalla
Las batallas en  King of the Monsters  tienen lugar en seis importantes ciudades japonesas (una para cada monstruo): Tokio, Kyoto, Kobe, Osaka, Okayama e Hiroshima. Casi todo en las etapas (dentro del límite de las barreras eléctricas) puede ser destruido. Vehículos como helicópteros, barcas, y los tanques pueden ser cogidos y lanzados.